# Беллінгем (Вашингтон)
Беллінгем (англ. Bellingham) — місто (англ. city) в США, в окрузі Вотком штату Вашингтон. Населення — 91 482 особи (2020).

## Історія
Місто стоїть на березі Затоки Сера Вільяма Беллінгема, відкритої в червні 1792 легендарним капітаном Джорджем Ванкувером. На берегах мешкали індіанці сіу. Перше поселення білих людей засноване 1854 року та називалося Вотком. Поблизу поселення розташовувалися шахти. Саме Беллінгем утворилося з декількох селищ в 1903 році.

## Географія
Беллінгем розташований за координатами 48°45′9″ пн. ш. 122°28′11″ зх. д. / 48.75250° пн. ш. 122.46972° зх. д. (48.752620, -122.469657).  За даними Бюро перепису населення США в 2010 році місто мало площу 74,86 км², з яких 70,14 км² — суходіл та 4,73 км² — водойми.

### Клімат
Клімат в місті вологий, схожий на довколишні Сієтл та Ванкувер. Взимку середня температура коливається від 0 °C до +5 °C, влітку від +15 °C до +21 °C. Опади часті (970 мм на рік), переважно у вигляді дощу. Сніг навіть взимку випадає рідко та швидко тане.
| Клімат : Беллінгем      | Клімат : Беллінгем | Клімат : Беллінгем | Клімат : Беллінгем | Клімат : Беллінгем | Клімат : Беллінгем | Клімат : Беллінгем | Клімат : Беллінгем | Клімат : Беллінгем | Клімат : Беллінгем | Клімат : Беллінгем | Клімат : Беллінгем | Клімат : Беллінгем | Клімат : Беллінгем |
| Показник                | Січ.               | Лют.               | Бер.               | Квіт.              | Трав.              | Черв.              | Лип.               | Серп.              | Вер.               | Жовт.              | Лист.              | Груд.              | Рік                |
| Абсолютний максимум, °C | 18,3               | 22,2               | 24,4               | 25,6               | 32,2               | 33,9               | 35,6               | 34,4               | 31,7               | 25,6               | 22,8               | 19,4               | 35,6               |
| Середній максимум, °C   | 7,6                | 9,1                | 11,2               | 13,8               | 16,8               | 19,2               | 21,8               | 22,1               | 19,4               | 14,4               | 9,8                | 6,8                | 14,3               |
| Середній мінімум, °C    | 0,4                | 0,7                | 2,4                | 4,4                | 7,5                | 10,2               | 11,9               | 11,7               | 8,7                | 5,3                | 2,6                | 0,0                | 5,5                |
| Абсолютний мінімум, °C  | −18,9              | −18,9              | −12,2              | −4,4               | −3,9               | 2,8                | 4,4                | 3,3                | −2,2               | −6,7               | −16,1              | −18,3              | −18,9              |
| Норма опадів, мм        | 119                | 77                 | 82                 | 68                 | 63                 | 47                 | 30                 | 31                 | 45                 | 93                 | 147                | 107                | 910                |
| Днів з опадами          | 18,2               | 14,8               | 17,0               | 14,7               | 12,9               | 9,9                | 5,9                | 6,6                | 9,9                | 15,3               | 19,9               | 18,3               | 163,4              |
| Днів зі снігом          | 1,8                | 1,4                | 0,5                | 0,1                | 0,0                | 0,0                | 0,0                | 0,0                | 0,0                | 0,1                | 0,4                | 1,5                | 5,8                |
| ----------------------- | ------------------ | ------------------ | ------------------ | ------------------ | ------------------ | ------------------ | ------------------ | ------------------ | ------------------ | ------------------ | ------------------ | ------------------ | ------------------ |
| Джерело: NOAA           |                    |                    |                    |                    |                    |                    |                    |                    |                    |                    |                    |                    |                    |

## Демографія
Згідно з переписом 2010 року, у місті мешкало 80 885 осіб у 34 671 домогосподарстві у складі 16 129 родин. Густота населення становила 1080 осіб/км².  Було 36760 помешкань (491/км²).
Расовий склад населення:
| - 84,9 % — білих - 5,1 % — азіатів - 1,3 % — корінних американців - 1,3 % — чорних або афроамериканців - 0,3 % — вихідців з тихоокеанських островів - 2,8 % — осіб інших рас |

До двох чи більше рас належало 4,3 %. Частка іспаномовних становила 7,0 % від усіх жителів.
За віковим діапазоном населення розподілялося таким чином: 15,6 % — особи молодші 18 років, 71,6 % — особи у віці 18—64 років, 12,8 % — особи у віці 65 років та старші. Медіана віку мешканця становила 31,3 року. На 100 осіб жіночої статі у місті припадало 95,4 чоловіків;  на 100 жінок у віці від 18 років та старших — 93,6 чоловіків також старших 18 років.
Середній дохід на одне домашнє господарство  становив 59 581 долар США (медіана — 43 536), а середній дохід на одну сім'ю — 78 634 долари (медіана — 64 682). Медіана доходів становила 41 942 долари для чоловіків та 38 563 долари для жінок. За межею бідності перебувало 23,0 % осіб, у тому числі 19,6 % дітей у віці до 18 років та 9,7 % осіб у віці 65 років та старших.
Цивільне працевлаштоване населення становило 42 108 осіб. Основні галузі зайнятості: освіта, охорона здоров'я та соціальна допомога — 27,9 %, роздрібна торгівля — 15,6 %, мистецтво, розваги та відпочинок — 11,6 %, науковці, спеціалісти, менеджери — 9,9 %.

## Мас-медіа
У місті є телевізійний канал, радіостанції, а також випускаються місцеві газети.

## Спорт
| Клуб                    | Вид спорту           | Ліга                                   | Стадіон                        |
| ----------------------- | -------------------- | -------------------------------------- | ------------------------------ |
| Беллінгем Беллс         | Бейсбол              | West Coast Collegiate Baseball League  | Джо Мартін-філд                |
| Беллінгем Слем          | Баскетбол            | Міжнародна баскетбольна ліга           | Whatcom Pavilion               |
| Беллінгем Роллер Беттис | Роллер-дербі         | WFTDA                                  | Беллінгхем-спортплекс          |
| Беллінгем Буллдогс      | Американський футбол | Івrgreen Football League (EFL)         | Сивик-філд                     |
| Чакхенат Бей Геодакс    | Регбі-15             | Pacific Northwest Rugby Football Union | Bellingham Rugby & Polo Fields |
| Вотком Ворріорз         | Юнацький хокей       | PCAHA & PNAHA                          | Беллінгхем-спортплекс          |

## Відомі люди
- Едіт Евансон (1896—1980) — американська акторка
- Біллі Берк (*1966) — відомий актор, народився в Беллінгемі
- Гіларі Свонк (*1974) — відома актриса, виросла в Беллінгемі.

## Міста-побратими
- Порт-Стефенс, Новий Південний Уельс, Австралія
- Пунта-Аренас, Чилі
- Находка, Приморський край, Росія